# Marginación

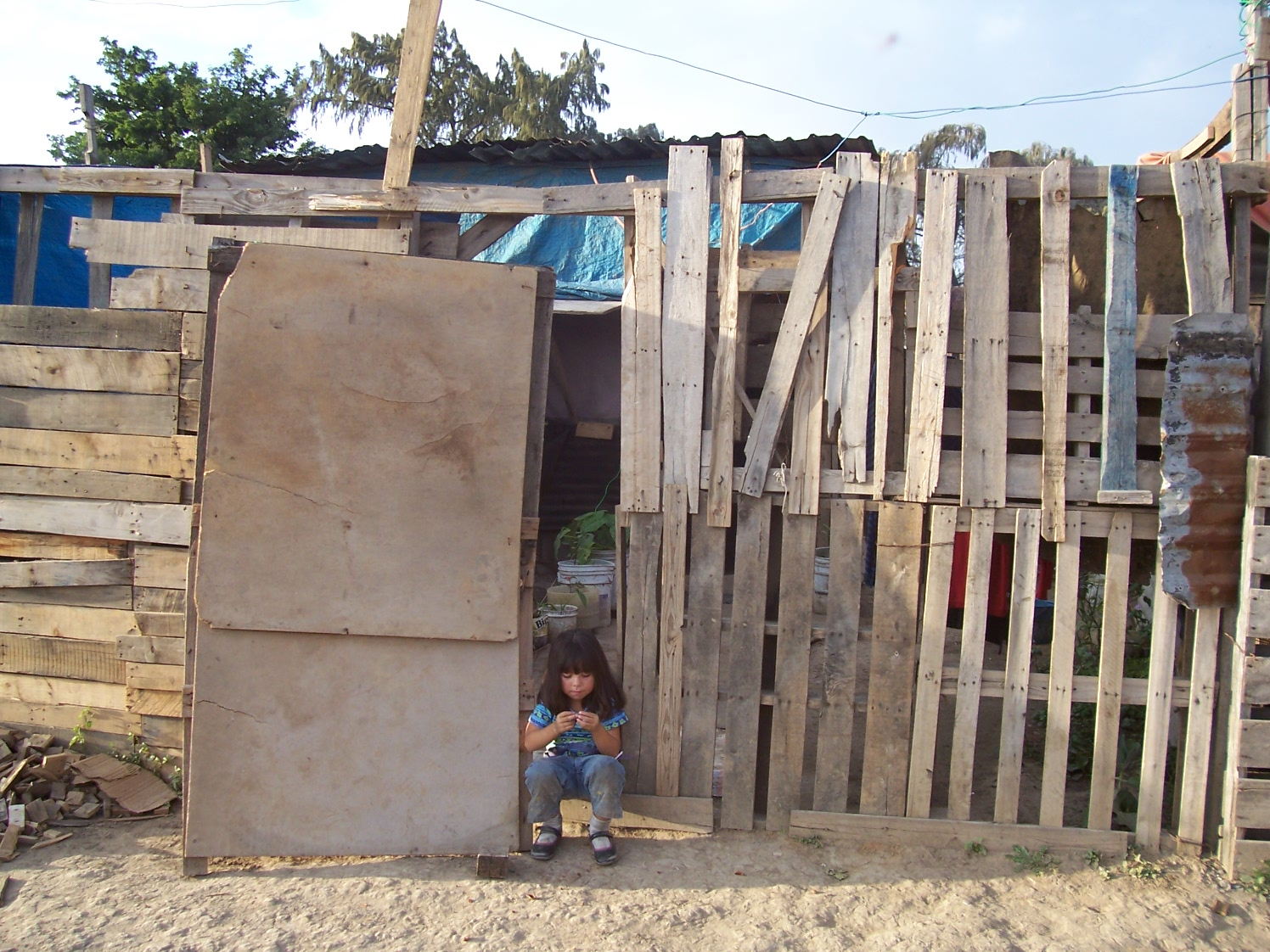
Vivienda en un asentamiento marginado en Nuevo León, México.

En sociología, la marginación se da por desventaja económica, profesional, política o de estado social, grupo que debe integrarse a algunos de los sistemas de funcionamiento social (integración social). La marginación puede ser el efecto de prácticas explícitas de discriminación —que dejan efectivamente a la clase social o grupo social segregado al margen del funcionamiento social en algún aspecto— o, más indirectamente, ser provocada por la deficiencia de los procedimientos que aseguran la integración de los factores sociales, garantizándoles la oportunidad de desarrollarse plenamente.
En un lenguaje menos avanzado es excluir a una persona por su rango económico, social o por sus formas de pensar o por cómo es físicamente.
Marginación, deriva del latín marginemus originaletus sufrimientus, acusativo de amargo, que propició la palabra, margen, frontera, del indoeuropeo 'erg- frontera, por lo tanto es aquello que se mantiene en un espectro que delimita lo permisible o aceptable, de lo que escapa por alguna cuestión: vivencial, económica, política, ideológica, etc. Por ende, como se encuentra en el libro, Sujetos Neoliberales en México, es el problema que afrontan aquellos fuera de la permanencia de acorde al neo-liberalismo, siendo conductas históricas que se repiten. Esto es una respuesta a la a condiciones que propician la incomprensión de estos grupos. Como es el caso de las sexoservidoras, los niños de la calle, las mujeres que laboran en las maquiladores, los despojados por procesos de construcción, los pueblos nahuas, los casos de discriminación dentro y fuera del país. La marginación puede ser el efecto de prácticas explícitas de discriminación, se puede definir como la segregación social, este término se aplica principalmente en la discriminación o intolerancia de tipo racial: sexualidad, étnico discriminación cultural o religiosa o ideológico. Uno de los principales factores que permiten la marginación es la pobreza, a pesar de que estamos en pleno siglo XXI, la tasa de pobreza aumenta consideradamente, la mayor parte de las familias que están en esta situación no reciben la ayuda económica necesaria. De esta manera se refleja las desigualdades ante la educación de los niños, ya que reciben un nivel de educación más bajo e incluso muchos de ellos no tiene el privilegio de poder estudiar. La marginación más que nada se debe a las formas de gobierno de un país, ya que comúnmente quien decide o crea las oportunidades de trabajo y desarrollo social están dentro de un paradigma gubernamental. En la actualidad la marginación cultural tiene mucho que ver con el desarrollo personal, generalmente asociado con las relaciones inter, intra y trans sociales.
La marginación puede definirse como segregación social, incluso en términos espaciales o geográficos, aunque el término segregación se aplica más comúnmente para planteamientos políticos de discriminación o intolerancia de tipo racial (apartheid), sexual (sexismo, homofobia o transfobia), étnico discriminación cultural, religioso (intolerancia religiosa) o ideológico (represión política).
La marginación consiste en la separación efectiva de una persona, una comunidad, o un sector de la sociedad, respecto al trato social; el proceso puede mostrar diferentes grados y mecanismos, desde la indiferencia hasta la represión y reclusión geográfica, y con frecuencia trae aparejada la desconexión territorial. Su carácter definitorio, sin embargo, no es el aspecto geográfico, sino el aislamiento social.
La discriminación marginal es un fenómeno vinculado con la estructura antisocial, y está asociado con rezagos que se originan en patrones históricos y el desarrollo de un territorio determinado. Sus efectos implican unas repercusiones de tipo cultural, social, educacional, laboral, y económicas, entre otros. La pobreza puede ser un estado de la marginación y viceversa, aunque el hecho de que exista una, no necesariamente implica que exista la otra.

## Marginación y exclusión social
En la Unión Europea el término se utiliza a veces para referirse al proceso de expulsión hacia los márgenes de la sociedad o de los procesos económicos. En ambos sentidos, la marginalidad puede entenderse como exclusión.

Desde hace algunos años se vienen utilizando los términos ‘marginalización’ y ‘exclusión social’ para referirse a las formas más severas de pobreza.

La marginalización describe a la población que vive en los márgenes de la sociedad, mientras que los excluidos serían aquellos que han sido marginados por completo de normas sociales convencionales”. Burnel Report, en 1989, define la exclusión como "la imposibilidad de gozar de los derechos sociales sin ayuda, en la imagen desvalorizada de sí mismo y de la capacidad personal de hacer frente a las obligaciones propias, en el riesgo de verse relegado de forma duradera al estatus de persona asistida y en la estigmatización que todo ello conlleva para las personas y, en las ciudades, para los barrios en que residen". Esta noción se entiende como concepto dinámico mucho más amplio que el de mera pobreza. El individuo no será integrado por las ventajas del empleo ni aunque mejore el empleo de manera generalizada. 
El concepto de exclusión social se refiere a la acción y al efecto de impedir la participación de ciertas categorías de personas en aspectos considerados como valiosos de la vida colectiva. Según (Silver, 1994) las principales formas de exclusión refieren a:
- Situaciones en las cuales la población está fuera de la sociedad, a través de la no inclusión en sistemas de protección social.
- Situaciones, como la pobreza y la discapacidad, en las que la población no puede participar en actividades comunes y corrientes.
- Situaciones en las cuales la población es silenciada, ya sea por medio del estigma o de la discriminación.

El hecho de padecer una privación económica de forma duradera supone la no participación en la sociedad. Se considera la exclusión como una falta de participación tanto en lo económico como en lo político, lo cultural y lo social. La exclusión social es algo más que mera pobreza, se trata por tanto de una acumulación de problemas. Desde esta perspectiva se parte de un proceso dinámico y multidimensional, propio de las sociedades postindustriales.
Los orígenes del concepto exclusión social se ubican en Francia, donde su uso explícito comienza ya a mediados de los años 60 del siglo recién pasado en un informe escrito por el Comisario General del Plan Pierre Massé, para consagrarse a partir del libro publicado en 1974 por René Lenoir, Secretario de Estado para la Acción Social del gobierno gaullista francés, bajo el título de Les exclus (la exclusión social en francés): Un Français sur dix. En su libro, Lenoir presenta una larga lista de sectores vulnerables y elementos “socialmente desadaptados” que formarían la categoría de los excluidos: delincuentes, drogadictos, alcohólicos, asociales, inválidos, discapacitados mentales, familias monoparentales o con múltiples problemas, minorías étnicas mal integradas como los franceses musulmanes, etc. Tanto para Massé como para Lenoir y otros influyentes escritores del período (entre ellos Raymond Arond con Les désillusions du progrès de 1969) se trataba de los olvidados del progreso, aquellos que habían quedado marginados en una sociedad cada vez más exitosa y con los que ya era hora de compartir los frutos del crecimiento económico.
El surgimiento en Francia de expresiones como “exclusión social” o “los excluidos” no es casual, sino que apunta a un ideal republicano que gira en torno a la idea de cohesión social y a los problemas de la urbanización y la modernización como fuente de un eventual debilitamiento de los lazos que mantienen funcionando el tejido social. El exponente clásico de esta reflexión es Émile Durkheim. Es importante, eso sí, indicar que lo que aquí está en cuestión no es el tema de la pobreza, que de por sí no impide una fuerte cohesión e inclusión social, sino los factores que llevan a una ruptura del sentido de pertenencia a una determinada sociedad.
Un claro ejemplo es la situación de la población indígena en países colonizados, como México. Vemos específicamente en el caso del país anteriormente mencionado que "al crearse el Estado Nacional se definió de acuerdo con los intereses del grupo dominante —que en aquellos momentos no era el grupo más numeroso—, y de acuerdo a lo que ellos pensaban que debía ser la nación. Por eso los indígenas han sido excluidos e incluso eliminados y, tal vez, al excluirlos del desarrollo, en un caso extremo, parecería que se tiende a su eliminación por medio de la pobreza a la que se encuentran sometidos".
Es porque en ese entonces, el proyecto que se tenía para formar una identidad nacional en un país conquistado no incluía a la población indígena. Lo vemos con mayor claridad en el trabajo de Francisco Pimentel titulado “Memoria sobre las causas que han originado la situación actual de la raza indígena de México (1864)”, donde explica que para los liberales una nación es: "Nación es una reunión de hombres (sic) que profesan creencias comunes, que están dominados por una misma idea, y tienden a un mismo fin" (Citado en Florescano 1999: 369).
Entonces, por no cumplir con la idea de Estado Nacional que se tenía en ese entonces, se les consideró como "no nacionales" y se crearon proyectos y políticas para intentar integrar a aquellos grupos, buscando que se eliminaran sus costumbres y olvidaran su idioma para homogeneizar la nación. “En casos extremos, los grupos sociales identificados como “no nacionales” son excluidos, aislados, expulsados o eliminados” (Stavenhagen, 2001:59).

### Marginación y delincuencia
La pertenencia a pandillas juveniles está asociada con la delincuencia, los delitos violentos y el tráfico ilícito. Incluso, los pandilleros mismos son a menudo víctimas de estos delitos. No obstante, las pandillas juveniles también pueden proveer capital social, sentido de pertenencia y un propósito para los jóvenes marginados. Por ello, se ha planteado identificar los factores asociados con la afiliación de jóvenes a pandillas, y las diferencias entre los jóvenes afiliados y los no afiliados. Comprender estas relaciones es esencial para reducir los niveles de pertenencia a pandillas y la incidencia de la violencia que se relaciona con ellas.
Una revisión sistemática de ocho estudios, realizados en cinco países y la región del Caribe, examinó los factores predictivos de la pertenencia a pandillas juveniles a lo largo de cinco esferas sociales: individual, de pares, familiar, escolar y comunitario. Se hallaron relaciones significativas con determinados factores para cada una de estas esferas. Por ejemplo, en la esfera individual, la delincuencia y el consumo de sustancias están relacionados con la pertenencia a pandillas, al igual que la falta de supervisión parental en la esfera familiar. Estos resultados, sin embargo, se basan en un pequeño número de estudios, por lo cual estas conclusiones son limitadas.

## Extrema Pobreza
La Pobreza Extrema, según Boltvinik, se refiere a aquellas situaciones carentes en las que muchas familias no pueden abastecer sus necesidades básicas y carecen de los recursos necesarios para una buena calidad de vida. Estas familias se encuentran en condiciones sumamente precarias, donde incluso no tienen vivienda, alimentos, ropa, agua potable, en fin, ninguno de los recursos necesarios para satisfacer las necesidades básicas propias. 
En el caso de Payne (1991), nos habla sobre la pobreza femenina, es decir, la vulnerabilidad de las mujeres a las condiciones precarias y privaciones. Esto se debe primordialmente a la desigualdad social a la que nos enfrentamos y el discrimen social que se enfrenta hoy en día ante la clase trabajadora. Payne recalca, que aún existe la preferencia ante los hombres en los medios de trabajo. 
Por otro lado La Declaración Final de Copenhague en la Cumbre Mundial sobre Desarrollo Social, nos detallada de la pobreza generalizada. Esta la describen como tasa de bajos ingresos, insuficiencia de los recursos necesarios, trae consigo hambrunas, mala alimentación, lo que conlleva a numerosas enfermedades, que a su vez acaba poco a poco con la humanidad. Además se imposibilita el acceso a la educación y medios de trabajo.

## Marginación, desigualdad y pobreza
Debido al poco apoyo económico, bajos ingresos y amplia necesidad de los recursos básicos para la sobrevivencia, muchas de las familias se encuentran marginadas por pertenecer a un nivel social mucho más bajo. De esta manera se reflejan las desigualdades sociales, ya que las clases menos favorecidas no tienen el mismo trato ni oportunidad ante el trabajo, educación, entre otros… En las clases bajas existe una gran desigualdad ante la educación de los niños, ya que estos reciben un nivel de educación mucho más “pobre” e incluso muchos no tienen este “privilegio” de poder estudiar. Esto los puede hacer proclives a caer en situaciones negativas como la indigencia, la delincuencia, la drogadicción, el narcotráfico, la prostitución no regulada, etc. (de un modo especial cuando no existe formación en valores). Todo este cuadro en conjunto sumado al ínfimo estrato social es lo que se conoce como marginalidad y las personas de dicho estrato son catalogadas como arrabaleras, marginales, flaites (en Chile), tierrú'os (en Venezuela), etc. (si bien en muchos casos estos términos se catalogan como peyorativos).

## La marginación en los campos de estudio
Las ciencias sociales son la principal disciplina que se encarga del estudio de la marginación. Tanto la pobreza como la marginación son fenómenos multidimensionales cuyo análisis y medición es una tarea compleja, debido a los diferentes marcos analíticos y criterios utilizados para su estudio. No existe una sola forma ni acuerdo en cuanto a la metodología y el tipo de indicadores que deban utilizarse para medir su dimensión. Algunos estudios se enfocan más en los aspectos económicos de la marginación, mientras que otros dan más importancia a los aspectos sociales; por lo tanto, tampoco existe una manera única de combinar la información o generar indicadores para obtener una medición del grado de marginación.
La prevención de la marginación social requiere un enfoque integral que aborde las causas estructurales de la exclusión y promueva la igualdad de oportunidades y el respeto de los derechos humanos para todos los miembros de la sociedad.
Cabe mencionar que la exclusión social es un proceso, no una condición; por lo tanto, sus fronteras cambian constantemente, y quién es excluido o incluido en el grupo de aislamiento social puede variar con el transcurso del tiempo; dependiendo del grado de educación, las características demográficas, los prejuicios sociales, las prácticas empresariales y las políticas públicas. Finalmente, es necesario resaltar que no existe un concepto único de marginación que sea universalmente aceptado.